# برنارد فوغل
برنارد فوغل (بالألمانية: Bernhard Vogel)‏ هو رسام ونقاش ألماني، ولد في 19 ديسمبر 1683 في نورنبرغ في ألمانيا، وتوفي في 13 أكتوبر 1737 في آوغسبورغ في ألمانيا.